# Coles de Velanati
Els Chodes de Velenati  o Coles de Velanati foren una de les famílies choda telugu que van governar sobre parts d'Andhra Pradesh al segle xii. Foren vassalls dels Coles (posteriors) i els Chalukya Occidentals i van governar sobre la regió de Velanadu en el modern districte de Guntur.
La regió situada al sud de Karmarashtra o Kammarashtra és anomenada Velanadu (Vela Nadu); els chodes de Velanati pertanyien al grup social Kamma.
Durant el seu cim els caps van governar també a Vengi Nadu, la terra entre els rius Krishna i Godavari. Van pertànyer a la família Durjaya, per la qual cosa foren també anomenats Durjayes de Velanadu. Rajendra Choda II va assumir el títol de "KammaDurjayakulaprakasa ".

## Història
Gonka I va governar com a vassall de Kulothunga I dels Coles de Gangaikonda Cholapuram, i el seu fill Mummadi Varma, virrei de Vengi. Va lluitar com a general en les batalles contra els Txalukya de Kalyani i també contra vassalls refractaris, Kalinga i Chakrakuta, que es van unir contra els Chalukya de Kalyani. Va assumir el títol Chola Mula Stambha (El pilar de l'Imperi Cola). El seu regne va incloure les regions des de Gundlakamma al sud fins a Tripurantakam a l'oest. Rajendra Choda I va succeir al seu pare com a cap i va continuar la seva fidelitat als Coles. Va ser derrotat per Anantapalaya, el general de Vikramaditya VI dels Txalukya de Kalyani el 1115. Rajendra Choda I va haver d'acceptar la sobirania dels Chalukya de Kalyani.
Someswara III va succeir al seu pare Vikramaditya VI a Kalyani el 1126 i Rajendra Choda I li va continuar sent fidel. Malla Bhupati de Vengi va recuperar algunes regions a la vora del riu Krishna, però els Chodes de Velanti va restar com subjectes de Someswara II en aquestes batalles. Tanmateix, el 1132, va lluitar al costat del Coles. Vikrama Cola va enviar el seu exèrcit sota el seu fill Kulothunga II a Vengi. Molts caps, incloent el Chodas de Velanadu es van unir a ell i el van ajudar a expulsar els Chalukya de Kalyani en la batalla de Manneru.
Rajendra Choda va morir el mateix any i el seu fill Gonka II el succeir. Va ser considerat el més gran dels Chodes i també va lluitar com a general en batalles anteriors durant el regnat del seu pare. Va acompanyar a Kulothunga Cola II en moltes batalles com la famosa batalla de Godavari batalla que va resultar en la recuperació de totes les regions pèrdudes a mans dels Chalukya de Kalyani. Va aixafar molts caps rebels com els Chodes de Nellore i Konidena. El seu regne va incloure la regió entre Mahendragiri al nord i Srisailam al sud. Prola II dels Kakatiyes va atacar el seu regne el 1158. Chodayaraja, cap militar de Gonka o Gonaka II va matar Prola II i va annexionar les regions perdudes. Gonaka II va assumir molts títols com Chalukyarajya Mula Stambha (Pilar de l'Imperi Chalukya)
La glòria dels Chodes de Velanati va continuat durant els dos següents reis Rajendra Choda II i Gonka III i tot i que van derrotar totes les rebel·lions del nord i de l'oest, van perdre el control d'algunes regions. Molts guerrers van morir en la batalla de Palanadu entre les famílies de Haihayes, parents i vassalls dels Chodes de Velanati. Les terres perdudes pel regne de Srisailam a Tripurantakam van passar a Rudradeva dels Kakatiyes.
El darrer gran rei de la dinastia fou Prithviswara. Va governar amb seu a Pithapuram i va fer diversos intents de recuperar terres i prestigi perduts. Quan els kakatiyes van lluitar contra els Yadaves o Seunes, va recuperar el Velanadu. Tanmateix a començant de 1201 va ser derrotat pels Kakatiyas i els seus vassalls els Chodes de Nellore i fou mort en una batalla amb Ganapatideva dels Kakatiyes el 1207. El seu fill Rajendra Choda III va fer posteriors intents però va perdre el regne sencer davant de Ganapatideva.

## Cultura
La regió estava entre els rius Krishna i Godavari. Segons Keyurabahu Charitram, la regió gaudia d'una evident abundància i prosperitat.
Segons Palanati Charitra, la lluita esportiva i les baralles de galls eren populars. Hi havia opulents mercats de ciutat.

## Religió
La regió durant aquest període va presenciar ambdós Xaivisme i Vaixnavisme. El rei practicava el xaivisme segons els llibres escrits sobre els reis Velanadu.

## Literatura
Els reis van ser patrons del xaivisme i les obres literàries més notables són sobre Xiva. Mallikarjuna Panditaradhya va escriure Sivatatva Sara. Palakuriki Somana va escriure en telugu el Basava Purana.

## Governants
- Gonka o Gonaka I 1076-1108
- Rajendra Choda I (fill) vers 1108-1132
- Gonka o Gonaka II 1132-1161
- Rajendra Choda II 1161-1181
- Gonka III 1181-1186
- Prithviswara 1186-1207
- Rajendra Choda III 1207-1216